# محمد السنوسي (سياسي)
محمد السنوسي (تونس العاصمة، 13 أكتوبر 1931)، هو سياسي ورجل قانون تونسي تولى وزارة العدل في حكومة الباهي الأدغم في عهد الرئيس الحبيب بورقيبة. 

## حياته ونشأته ومسيرته
يحمل السنوسي دكتوراه في القانون وعمل مستشارا لدى الحكومة وفي عام 1968 ترأس لجنة تحقيق للبحث حول مؤامرة من داخل الحكم لإزاحة الوزير أحمد بن صالح الرجل وقتها في الحكومة. عين في 8 سبتمبر 1969 وزيرا للعدل خلفا للمنجي سليم واستمر في المنصب إلى غاية 12 جوان 1970 ليخلفه بعدها الحبيب بورقيبة الابن. أنتخب عام 1969 عضوا في مجلس الأمة عن دائرة تونس الثانية.
1. ↑  "ابناء محمد السنوسي وسيرة من العطاء في حب الوطن – الساحات العربية". اطلع عليه بتاريخ 2024-05-24.
2. ↑  "السنوسي محمد السنوسي إسلام أون لاين". إسلام أون لاين. اطلع عليه بتاريخ 2024-05-24.